# Обра-Дольна
Обра-Дольна (пол. Obra Dolna, нім. Alt Obra Hauland) — село в Польщі, у гміні Карґова Зеленогурського повіту Любуського воєводства. Населення — 112 осіб (2011).
У 1975—1998 роках село належало до Зеленогурського воєводства.

## Демографія
Демографічна структура станом на 31 березня 2011 року:
|          | Загалом | Допрацездатний вік | Працездатний вік | Постпрацездатний вік |
| -------- | ------- | ------------------ | ---------------- | -------------------- |
| Чоловіки | 59      | 17                 | 37               | 5                    |
| Жінки    | 53      | 11                 | 31               | 11                   |
| Разом    | 112     | 28                 | 68               | 16                   |